# Choi Jin-cheul
Choi Jin-cheul (* 26. März 1971) ist ein ehemaliger südkoreanischer Fußballspieler und derzeitiger -trainer.
Choi spielt von 1996 bis zu seinem Karriereende 2007 für den südkoreanischen Erstligisten Jeonbuk Hyundai Motors. Mit dem Verein gelang ihm drei Mal der Sieg im südkoreanischen Pokal. Außerdem gewann der Verteidiger mit der Mannschaft 2004 den koreanischen Super Cup gegen Ilhwa Chunma. 2006 erfolgte der größte Triumph in seiner Karriere, als man in den Finalspielen gegen Al-Karama die AFC Champions League für sich entscheiden konnte.
Choi nahm 2002 und 2006 an den Weltmeisterschaften teil. Insgesamt bestritt er seit seinem Debüt am 10. August 1997 für Südkorea gegen Brasilien 65 Länderspiele, bei denen ihm 5 Tore gelangen.
Nach dem Ende seiner aktiven Laufbahn arbeitete Choi als Fußballtrainer. Zunächst war er mehrere Jahre als Assistenztrainer beim Gangwon FC tätig. Anfang 2013 wechselte er zum südkoreanischen Verband und betreute bis Ende 2015 mehrere Jugend-Nationalmannschaften. Im November 2015 übernahm er die Pohang Steelers als Cheftrainer in der K League. Im September 2016 gab er diesen Posten wieder auf. Seit 2019 ist er Assistenztrainer von Hao Wei bei der chinesischen U-23-Nationalmannschaft.

## Erfolge
- Südkoreanischer Pokal: 2000, 2003, 2005
- Südkoreanischer Supercup: 2004
- AFC Champions League: 2006